# Белуцоая
Белуцоая (рум. Băluțoaia) — село у повіті Вилча в Румунії. Входить до складу комуни Фринчешть.
Село розташоване на відстані 165 км на північний захід від Бухареста, 16 км на південний захід від Римніку-Вилчі, 85 км на північ від Крайови, 130 км на південний захід від Брашова.

## Населення
За даними перепису населення 2002 року у селі проживали 157 осіб, усі — румуни. Усі жителі села рідною мовою назвали румунську.